# ローレンス・ローシャ
ローレンス・ローシャ（Laurence Rochat、1979年8月1日 - ）は、スイス、ヴォー州Pompaples出身の元クロスカントリースキー選手。1990年代から2000年代にかけて国際大会で活躍した。

## プロフィール
ローシャは1995年、16歳の時国際大会にデビュー、クロスカントリースキー・ワールドカップには1998年11月28日に初出場、5km57位となった。
2002年ソルトレイクシティオリンピックでは10km途中棄権、パシュート22位、30km21位、アンドレア・フーバー、ブリギット・アルブレヒト＝ロレタン、ナターシャ・レオナルディ・コルテシと組んだ4×5kmリレーでは銅メダルを獲得した。
2006年トリノオリンピックでは10km27位、パシュート途中棄権、4×5kmリレー11位、団体パシュート8位、30km12位の成績を残した。
2010年バンクーバーオリンピックでは30kmに出場したが途中棄権に終わり、このシーズン限りで現役を引退した。
ワールドカップでは2005年に個人スプリントで8位となったのが自己最高位、総合では2005-2006シーズンの44位が最高位だった。